# Wihuri-Sibelius-Preis
Der Wihuri-Sibelius-Preis (englisch Wihuri Sibelius Prize) der finnischen Wihuri Foundation for International Prizes ist ein internationaler Musikpreis, der 1953 Jean Sibelius zu Ehren gestiftet wurde. Er wurde ihm als erstem Preisträger verliehen. 
Mit dieser Auszeichnung soll das Schaffen „herausragender Komponisten, die international bekannt und anerkannt sind“ gewürdigt werden. Sie ist mit 100.000 Euro dotiert.

## Preisträger
| Jahr | Preisträger             |                     | Land                   |
| ---- | ----------------------- | ------------------- | ---------------------- |
| 1953 | Jean Sibelius           |                     | Finnland               |
| 1955 | Paul Hindemith          |                     | Deutschland            |
| 1958 | Dmitri Schostakowitsch  |                     | Sowjetunion            |
| 1963 | Igor Stravinsky         | Igor Stravinsky     | Sowjetunion            |
| 1965 | Benjamin Britten        | Benjamin Britten    | Vereinigtes Königreich |
| 1965 | Erik Bergman            | Erik Bergman        | Finnland               |
| 1965 | Usko Meriläinen         |                     | Finnland               |
| 1965 | Einojuhani Rautavaara   |                     | Finnland               |
| 1971 | Olivier Messiaen        |                     | Frankreich             |
| 1973 | Witold Lutosławski      |                     | Polen                  |
| 1973 | Joonas Kokkonen         |                     | Finnland               |
| 1983 | Krzysztof Penderecki    |                     | Polen                  |
| 1983 | Aulis Sallinen          |                     | Finnland               |
| 2000 | György Ligeti           |                     | Ungarn/ Österreich     |
| 2003 | Magnus Lindberg         |                     | Finnland               |
| 2006 | Per Nørgård             |                     | Dänemark               |
| 2009 | Kaija Saariaho          |                     | Finnland               |
| 2012 | György Kurtág           |                     | Ungarn                 |
| 2015 | Sir Harrison Birtwistle | Harrison Birtwistle | Vereinigtes Königreich |
| 2017 | Unsuk Chin              |                     | Südkorea               |
| 2020 | Jukka Tiensuu           |                     | Finnland               |
| 2023 | Tristan Murail          |                     | Frankreich             |